# Ann-Christin Strack
Ann-Christin Strack (Gießen, 20 dicembre 1993) è una bobbista ed ex velocista tedesca.

## Biografia
Si dedica dal 2009 all'atletica leggera nelle discipline veloci, avendo gareggiato a livello nazionale under 23. Dal 2015 gareggia nel bob come frenatrice per la squadra nazionale tedesca. Debuttò in Coppa Europa nella stagione 2015/16 e si distinse nelle categorie giovanili vincendo una medaglia d'argento ai mondiali juniores, ottenuta nel bob a due a Winterberg 2016 in coppia con Kim Kalicki.

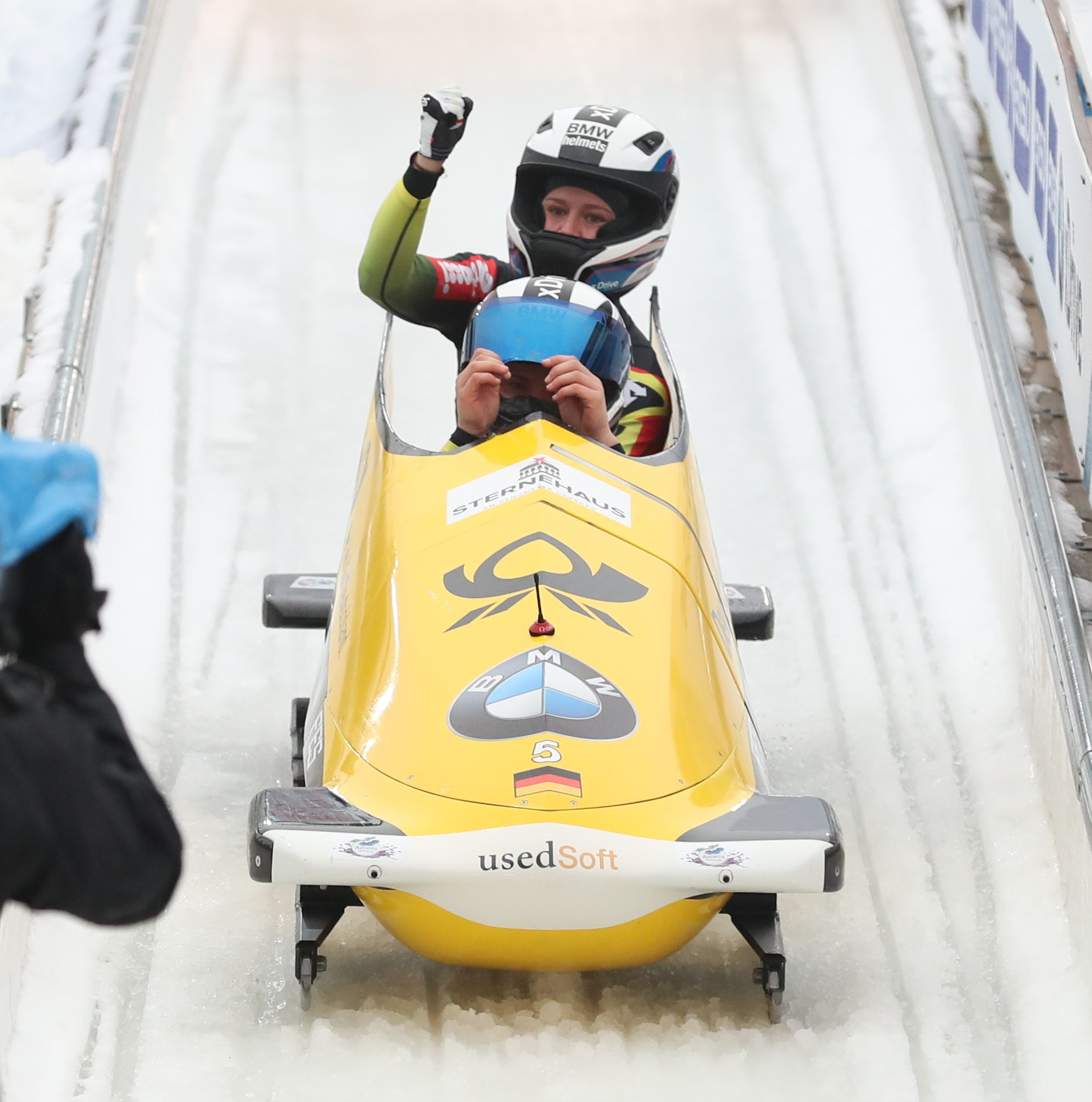
Ann-Christin Strack (dietro) con Stephanie Schneider in gara ad Altenberg nel 2020

Esordì in Coppa del Mondo nella stagione 2015/16, il 5 dicembre 2015 a Winterberg, dove concluse la gara di bob a due al settimo posto; centrò il suo primo podio nonché la sua prima vittoria il 15 dicembre 2018 a Winterberg con Stephanie Schneider.
Fece parte della squadra tedesca alle Olimpiadi di Pyeongchang 2018 in qualità di riserva, ma non prese parte alle competizioni.
Ha partecipato a quattro edizioni dei campionati mondiali conquistando in totale due medaglie d'argento. Nel dettaglio i suoi risultati nelle prove iridate sono stati, nel bob a due: nona a Schönau am Königssee 2017, medaglia d'argento a Whistler 2019 in coppia con Stephanie Schneider, gara non conclusa ad Altenberg 2020 e medaglia d'argento ad Altenberg 2021 con Kim Kalicki.
Agli europei vanta invece tre medaglie vinte nel bob a due: due d'argento, ottenute a Schönau am Königssee 2019 con Stephanie Schneider e a Winterberg 2021 con Kim Kalicki, e una di bronzo.

## Palmarès

### Mondiali
- 2 medaglie:
  - 2 argenti (bob a due a Whistler 2019; bob a due ad Altenberg 2021).

### Europei
- 3 medaglie:
  - 2 argenti (bob a due a Schönau am Königssee 2019; bob a due a Winterberg 2021);
  - 1 bronzo (bob a due a Igls 2018).

### Mondiali juniores
- 1 medaglia:
  - 1 argento (bob a due a Winterberg 2016).

### Coppa del Mondo
- 10 podi (tutti nel bob a due):
  - 3 vittorie;
  - 3 secondi posti;
  - 4 terzi posti.

#### Coppa del Mondo - vittorie
| Data             | Luogo                | Paese    | Disciplina                             |
| ---------------- | -------------------- | -------- | -------------------------------------- |
| 15 dicembre 2018 | Winterberg           | Germania | a due con Stephanie Schneider (pilota) |
| 19 gennaio 2019  | Innsbruck            | Austria  | a due con Stephanie Schneider (pilota) |
| 24 gennaio 2021  | Schönau am Königssee | Germania | a due con Kim Kalicki (pilota)         |

### Campionati tedeschi
- 3 medaglie:
  - 2 argenti (bob a due a Winterberg 2019[1]; bob a due a Schönau am Königssee 2021[2]);
  - 1 bronzo (bob a due ad Altenberg 2020[3]).

### Circuiti minori

#### Coppa Europa
- 1 podio (nel bob a due):
  - 1 secondo posto.